# Interterror
Interterror (nombre a veces escrito como Interterrör) fue un grupo musical de punk valenciano de los años 1980. Tuvieron un gran éxito durante los primeros años de esa década, gracias a la canción «Adiós Lili Marleen», por la que fueron conocidos como «los chicos del Lili Marleen».

## Historia
Interterror lo formaron en 1980 varios adolescentes, siendo su primera formación estable la de Willy (voz),  Víctor «Acnex» (batería), Paco (bajo ,compositor y fundador) y Miguel (guitarra). Sus influencias fueron los primeros grupos de punk británico. Editaron una maqueta con cuatro temas: «Los héroes están cansados», «Antisocial», «IRA» y «Suicídate».
En 1983 apareció Vivos o muertos, una grabación pirata en casete de un concierto en la Sala Zeleste de Barcelona.
Consiguieron un contrato y ese mismo año apareció su primera grabación oficial, el sencillo «Adiós Lili Marleen», contando los miembros del grupo entre 17 y 18 años. El sencillo fue todo un éxito, llegando a distribuirse en grandes superficies, y la tirada de 1.500 ejemplares se agotó rápidamente, pasando a ser un codiciado objeto de coleccionismo.
En 1984, las diferencias entre Paco y el resto de la banda hicieron que el primero abandonase la banda para formar La Resistencia. Antes de que Paco abandonase llegaron a grabar una serie de temas para un disco que permaneció sin editar. Paco fue sustituido por Guillermo.
En 1985 apareció Interterror, con las dos canciones de su sencillo y temas que habían sido grabados por Paco el año anterior. El álbum fue otro éxito, pero el grupo terminó disolviéndose meses después. Como «Adiós Lili Marleen» es un álbum de coleccionismo difícil de encontrar.
A pesar del éxito momentáneo del que gozaron, Interterror cayeron en el olvido una vez disueltos. No fue hasta los años 2000 cuando las pequeñas discográficas volvieron su mirada sobre la obra del grupo. Así, en 2001 se editó el recopilatorio en Cd Los héroes están cansados (con su maqueta y dos directos),editado por el sello zaragozano Bazofia Records, en 2002 Sublevación (recopilatorio con el álbum y Vivos o muertos) y en 2004 «Adiós Lili Marleen» e Interterror fueron reeditados en vinilo por Radikal 1977 Records.

## Miembros
- Willy (Guillermo Escribano): voz
- Víctor «Acnex»: batería
- Paco «El enano infiltrado» (1981-1983): bajo
- Guillermo (1983-1986): bajo
- Miquel Coll Llopis: guitarra

## Discografía

### Álbumes
- Vivos o muertos (Pirata, 1983). Cinta pirata en directo.
- Interterror (Citra, 1985).[4]
- Los héroes están cansados (Bazofia Records, 2001).
- Sublevación (2002). Recopilatorio con el álbum y el pirata Vivos o muertos.

### Singles
- «Adiós Lili Marleen» (RS Editora, 1983).[5]